# Juan Jesús Vivas
Pour les articles homonymes, voir Vivas.
Juan Jesús Vivas Lara, né le 24 décembre 1953 à Ceuta, est un homme politique espagnol, membre du Parti populaire (PP). Il est président de Ceuta depuis 2001.

## Biographie

### Formation et emplois
Il est titulaire d'une licence de sciences économiques, obtenue à l'université de Malaga, et a occupé un poste de fonctionnaire à Ceuta, lorsque celle-ci n'était encore qu'une ville de la province de Cadix. En 1999, il a brièvement été chef du cabinet technique du délégué du gouvernement dans la ville autonome.

### Débuts en politique
Cette même année, il est élu député local à l'Assemblée de Ceuta, et devient secrétaire général de la fédération locale du Parti populaire (PP). Il est ensuite nommé conseiller à l'Économie et aux Finances du gouvernement de la ville, mais n'occupe ce poste qu'un mois.

### Président de Ceuta
Le 7 février 2001, à la suite du vote d'une motion de censure constructive par le PP, le Parti socialiste ouvrier espagnol (PSOE), le Parti démocratique et social de Ceuta (PDSC) et un transfuge du Groupe indépendant libéral (GIL), Juan Jesús Vivas est investi président de Ceuta.
Il prête serment trois jours plus tard, devenant ainsi le quatrième à occuper ce poste depuis six ans.
Aux élections locales de 2003, il remporte un deuxième mandat par une écrasante victoire, avec 63 % des voix et 19 sièges sur 25. Il accroît encore cette domination avec 65 % des suffrages, mais autant de députés, en 2007. Deux ans plus tard, il prend la présidence du PP de Ceuta en remplacement de Pedro Gordillo, démissionnaire. Après les élections de 2011, la direction du gouvernement de la ville autonome, le PP recueillant 65,2 % des voix et 18 élus. Il est de même reconduit en 2015 mais il ne contrôle plus que 13 sièges, soit juste la majorité absolue. Lors des élections de 2019, le PP arrive en tête mais ne conserve que neuf sièges sur 25 à l'Assemblée, contre 7 pour le PSOE et 6 pour Vox. Vivas constitue alors un gouvernement minoritaire.